# Dementor (singel)
Dementor – singel polskich raperów Filipka i Tymka z albumu studyjnego, zatytułowanego Następny do piekła. Singel został wydany 17 marca 2019.
Nagranie otrzymało w Polsce status podwójnej platynowej płyty.

## Geneza utworu i historia wydania
Utwór napisali i skomponowali D3W, Filip Marcinek i Tymoteusz Bucki.
Singel ukazał się w formacie digital download 17 marca 2019 w Polsce za pośrednictwem wytwórni płytowej QueQuality. Kompozycja została umieszczona na siódmym albumie studyjnym Filipka – Następny do piekła.

## Teledysk
Do utworu powstał teledysk, który udostępniono w dniu premiery singla pośrednictwem serwisu YouTube.

## Lista utworów
- Digital download[5]

1. „Dementor” – 4:00

## Certyfikaty
| Kraj          | Certyfikat         |
| ------------- | ------------------ |
| Polska (ZPAV) | 2x platynowa płyta |